# Ригглман, Денвер
Денвер Ли Ригглман III (англ. Denver Lee Riggleman III; род. 17 марта 1970, Манассас, Виргиния) — американский бизнесмен и политик-республиканец, член Палаты представителей Соединенных Штатов от 5-го избирательного округа Виргинии с 2019 года.

## Биография
В 1998 году он получил степень бакалавра искусств в Виргинском университете.
В течение одиннадцати лет служил в качестве офицера разведки в ВВС США, работал подрядчиком Агентства национальной безопасности. В 2014 году Ригглман и его жена открыли Silverback Distillery, крафтовый завод в Афтоне, штат Виргиния, недалеко от Шарлоттсвилля. Он баллотировался от Республиканской партии на должность губернатора Виргинии на выборах в 2017 году.
Ригглман женат на Кристине Ригглман.